# Australind
Australind är en del av en befolkad plats i Australien. Den ligger i kommunen Harvey och delstaten Western Australia, omkring 150 kilometer söder om delstatshuvudstaden Perth. Antalet invånare är 8 716.
Närmaste större samhälle är Bunbury, nära Australind. 
Trakten runt Australind består till största delen av jordbruksmark. Runt Australind är det glesbefolkat, med 13 invånare per kvadratkilometer. Genomsnittlig årsnederbörd är 1 014 millimeter. Den regnigaste månaden är maj, med i genomsnitt 183 mm nederbörd, och den torraste är februari, med 9 mm nederbörd.